# Tannou-Ola
Le massif montagneux de Tannou-Ola (en russe : Танну-Ола - en touvain : Таңды-Уула) s'étend en Sibérie du Sud de la Russie à la Mongolie. Son plus haut sommet s'élève à 3 090 m d'altitude.